# قارچ گل‌کلمی
قارچ گل‌کلمی (نام علمی: Sparassis) نام یک سرده از تیره گل‌کلمی‌قارچان است.